# Mirebeau
Mirebeau är en kommun i departementet Vienne i regionen Nouvelle-Aquitaine i västra Frankrike. Kommunen ligger i kantonen Mirebeau som tillhör arrondissementet Poitiers. År 2022 hade Mirebeau 2 144 invånare.

## Befolkningsutveckling
Antalet invånare i kommunen Mirebeau
| Referens: INSEE |